# Plan Calícrates
El Plan Calícrates, Programa Calícrates o Programa Kallikratis (en griego: Πρόγραμμα Καλλικράτης, Prógramma Kallikrátis), cuyo nombre completo es Nueva arquitectura de las Autonomías y de la Administración descentralizada - Plan Calícrates (en griego: Νέα Αρχιτεκτονική της Αυτοδιοίκησης και της Αποκεντρωμένης Διοίκησης - Πρόγραμμα Καλλικράτης, Nea Arkhitektonikí tis Aftodioíkisis kai tis Apokendroménis Dioíkisis - Prógramma Kallikrátis), es una ley griega que reformó la división administrativa de Grecia en 2010. Además, concretó los límites de las unidades autónomas, el procedimiento electivo de los distintos órganos y las competencias de estos.
El plan se votó en el Parlamento griego en mayo de 2010 y parte de él se publicó en Boletín del Estado del 7 de junio de 2010 para que se aplicara a las elecciones autonómicas griegas de 2010. Entró en vigor de modo completo el 1 de enero de 2011. Tanto a lo largo de su desarrollo como al entrar en vigor, provocó reacciones violentas y manifestaciones en toda Grecia, e incluso una huelga de hambre. Entre los principales motivos de estas reacciones están las fusiones y cancelaciones de ciertos servicios sociales, como los educativos y los sanitarios.

## Disposiciones principales
El plan «Calícrates» es en cierto modo continuación del «Plan Capodistrias» (Ley 2539/97), en el sentido en que fueron presentados por el mismo partido (PASOK) y se rigen por el mismo principio de fusión obligatoria de los pequeños municipios en otros mayores.
Aspectos claves del programa son reducir el número de municipios y, por ende, de sus representantes, a 2/3; sustituir las 57 prefecturas por las 13 periferias como división administrativa de segundo orden; establecer administraciones descentralizadas; cambiar las formas de financiación local y reasignar las responsabilidades de cada grado administrativo.
De acuerdo con Giánnis Rangúskis, ministro de Interior de Grecia en el momento de aprobarse el plan, el criterio fue que no existiera ningún municipio menor de 25.000 habitantes en la zona metropolitana de Atenas, ni de 10 000 en el resto del país. Se exceptuaron las zonas más montañosas, en las que el límite se estableció en 2.000 habitantes, y las islas, en que se ha utilizado una lógica de «una ciudad por isla», excepto en Creta y Eubea.
|                                   | Situación previa | Plan Calícrates |
| --------------------------------- | --- | --- |
| Municipios                        | División administrativa básica. En total 940 municipios y 124 comunidades. La mayoría provenían de fusiones realizadas en 1997 a raíz del plan Capodistrias. Se subdividían en divisiones municipales, correspondientes con estos antiguos municipios. | División administrativa básica. Se han reducido a 325 municipios mediante fusiones voluntarias o forzadas. Se dividen en unidades municipales, que se corresponden básicamente con los antiguos municipios y en comunidades, que se corresponden con las antiguas divisiones municipales. |
| Prefecturas                       | Divisiones administrativas de segundo orden. En total existían 57 prefecturas, cuatro de ellas como subdivisión de la anterior prefectura de Ática. | Ahora denominadas unidades periféricas. Son 74 en total y provienen de la división de algunas de las prefecturas mientras que otras han permanecido idénticas. |
| Periferias                        | 13 en total. Responsables de la coordinación de las autoridades locales, la legalidad de sus acciones y la implementación de las políticas gubernamentales a nivel regional.                                                                           | Han mantenido sus límites geográficos, pero constituyen ahora la división administrativa de segundo orden. Se forman a partir de un grupo de unidades periféricas. |
| Administraciones descentralizadas | No existían | 7 en total. Su presidente (secretario general) es elegido por el gobierno. Toman en gran medida las antiguas funciones de las periferias. |

## Divisiones

### Administraciones descentralizadas
El plan Calícrates introduce las «administraciones descentralizadas» que sustituye a las 13 Periferias del plan Capodistrias. A éstas pasarán las competencias de las Periferias que según la Constitución de Grecia han de permanecer bajo control del Estado central. El jefe de la administración tendrá el título de «secretario general» y será elegido por el Gobierno central.
Se han creado 7 administraciones descentralizadas:
| Administraciones. | - Administración del Ática, con sede en Atenas. - Administración de Macedonia-Tracia, con sede en Tesalónica. - Administración de Epiro-Macedonia Occidental, con sede en Ioánina. - Administración de Tesalia-Grecia Central, con sede en Lárisa. - Administración del Peloponeso-Grecia Occidental-Jónico, con sede en Patras. - Administración del Egeo, con sede en El Pireo. - Administración de Creta, con sede en Heraclión. |

### Periferias
El plan Calícrates mantiene las mismas 13 periferias que el plan anterior, que son:
| Periferias, unidades periféricas y municipios. | - 1. Macedonia Oriental y Tracia - 2. Macedonia Central - 3. Macedonia Occidental - 4. Tesalia - 5. Epiro - 6. Islas Jónicas - 7. Grecia Occidental - 8. Grecia Central - 9. Peloponeso - 10. Ática - 11. Creta - 12. Egeo Meridional - 13. Egeo Septentrional |

La elección del presidente de la Periferia se realiza de manera directa a través de las elecciones municipales y periféricas y, en cierto modo, las periferias pasan a tener las mismas competencias que las antiguas prefecturas.

### Unidades periféricas

Unidades periféricas de Grecia. Los colores indican la periferia, los tonos las unidades periféricas y las líneas delgadas los municipios.

Las 74 unidades periféricas sustituyen a las antiguas prefecturas. Algunas corresponden exactamente a éstas, mientras que otras se han formado a partir la división de una antigua prefectura.
| Periferia                   | Unidad periférica    | Prefectura con que se corresponde |
| --------------------------- | -------------------- | --------------------------------- |
| Ática                       | Atenas Septentrional | Atenas (parte)                    |
| Ática                       | Atenas Occidental    | Atenas (parte)                    |
| Ática                       | Atenas Central       | Atenas (parte)                    |
| Ática                       | Atenas Meridional    | Atenas (parte)                    |
| Ática                       | Ática Oriental       | Ática Oriental                    |
| Ática                       | El Pireo             | El Pireo (parte)                  |
| Ática                       | Islas                | El Pireo (parte)                  |
| Ática                       | Ática Occidental     | Ática Occidental                  |
| Grecia Central              | Beocia               | Beocia                            |
| Grecia Central              | Eubea                | Eubea                             |
| Grecia Central              | Euritania            | Euritania                         |
| Grecia Central              | Fócida               | Fócida                            |
| Grecia Central              | Ftiótide             | Ftiótide                          |
| Macedonia Central           | Emacia               | Emacia                            |
| Macedonia Central           | Tesalónica           | Tesalónica                        |
| Macedonia Central           | Kilkís               | Kilkís                            |
| Macedonia Central           | Pella                | Pella                             |
| Macedonia Central           | Piería               | Piería                            |
| Macedonia Central           | Serres               | Serres                            |
| Macedonia Central           | Calcídica            | Calcídica                         |
| Creta                       | La Canea             | La Canea                          |
| Creta                       | Heraclión            | Heraclión                         |
| Creta                       | Lasithi              | Lasithi                           |
| Creta                       | Rétino               | Rétino                            |
| Macedonia Oriental y Tracia | Drama                | Drama                             |
| Macedonia Oriental y Tracia | Evros                | Evros                             |
| Macedonia Oriental y Tracia | Tasos                | Kavala (parte)                    |
| Macedonia Oriental y Tracia | Kavala               | Kavala (parte)                    |
| Macedonia Oriental y Tracia | Xánthi               | Xánthi                            |
| Macedonia Oriental y Tracia | Ródope               | Ródope                            |
| Epiro                       | Arta                 | Arta                              |
| Epiro                       | Ioánina              | Ioánina                           |
| Epiro                       | Préveza              | Préveza                           |
| Epiro                       | Tesprotia            | Tesprotia                         |
| Islas Jónicas               | Corfú                | Corfú                             |
| Islas Jónicas               | Ítaca                | Cefalonia (parte)                 |
| Islas Jónicas               | Cefalonia            | Cefalonia (parte)                 |
| Islas Jónicas               | Léucade              | Léucade                           |
| Islas Jónicas               | Zante                | Zante                             |
| Egeo Septentrional          | Quíos                | Quíos                             |
| Egeo Septentrional          | Icaria               | Samos (parte)                     |
| Egeo Septentrional          | Lemnos               | Lesbos (parte)                    |
| Egeo Septentrional          | Lesbos               | Lesbos (parte)                    |
| Egeo Septentrional          | Samos                | Samos (parte)                     |
| Peloponeso                  | Arcadia              | Arcadia                           |
| Peloponeso                  | Argólida             | Argólida                          |
| Peloponeso                  | Corintia             | Corintia                          |
| Peloponeso                  | Laconia              | Laconia                           |
| Peloponeso                  | Mesenia              | Mesenia                           |
| Egeo Meridional             | Andros               | Cícladas (parte)                  |
| Egeo Meridional             | Kálimnos             | Dodecaneso (parte)                |
| Egeo Meridional             | Kárpatos             | Dodecaneso (parte)                |
| Egeo Meridional             | Ceos-Citnos          | Cícladas (parte)                  |
| Egeo Meridional             | Cos                  | Dodecaneso (parte)                |
| Egeo Meridional             | Milos                | Cícladas (parte)                  |
| Egeo Meridional             | Míkonos              | Cícladas (parte)                  |
| Egeo Meridional             | Naxos                | Cícladas (parte)                  |
| Egeo Meridional             | Paros                | Cícladas (parte)                  |
| Egeo Meridional             | Rodas                | Dodecaneso (parte)                |
| Egeo Meridional             | Siros                | Cícladas (parte)                  |
| Egeo Meridional             | Santorini            | Cícladas (parte)                  |
| Egeo Meridional             | Tinos                | Cícladas (parte)                  |
| Tesalia                     | Karditsa             | Karditsa                          |
| Tesalia                     | Larisa               | Larisa                            |
| Tesalia                     | Magnesia             | Magnesia (parte)                  |
| Tesalia                     | Espóradas            | Magnesia (parte)                  |
| Tesalia                     | Tríkala              | Tríkala                           |
| Grecia Occidental           | Acaya                | Acaya                             |
| Grecia Occidental           | Etolia-Acarnania     | Etolia-Acarnania                  |
| Grecia Occidental           | Élide                | Élide                             |
| Macedonia Occidental        | Flórina              | Flórina                           |
| Macedonia Occidental        | Grevená              | Grevená                           |
| Macedonia Occidental        | Kastoriá             | Kastoriá                          |
| Macedonia Occidental        | Kozani               | Kozani                            |

### Municipios
Los 910 municipios y 124 comunidades del plan Capodistrias se han simplificado en 325 municipios, fusionando aquellos de menor tamaño a los de mayor. Los municipios se dividen en «unidades municipales», que se corresponden a los antiguos municipios, y éstas a su vez se dividen en «comunidades», que se corresponden con las antiguas «divisiones municipales».